# Madre e hijo
Maternidad es una escultura de Pierre-Auguste Renoir. Esta obra influyó en un proyecto no realizado que el artista esperaba crear para la tumba de su esposa Aline Charigot. De dicho trabajo sólo quedó la pieza: Busto de madame Renoir

## Contexto de la obra
Aunque Renoir dejó de caminar debido a la artritis, no dejó de pintar hasta su muerte. Para ello le ayudó Richard Guino alumno de Aristide Maillol. Renoir empezó a esculpir por recomendación de Ambroise Vollard (1913). Esto repercutió en su obra pictórica con la voluptuosidad que de la disciplina aprendió. 

## Características
Es semejante a sus bocetos de composición triangular. La figura muestra a una mujer alimentando a su hijo (primogénito del artista). Está sentada en un banco y con la pierna derecha sostiene al infante; la mano izquierda la utiliza para entregar a su hijo el alimento vital. El sombrero que lleva era usado para protegerse del sol campestre. Un distintivo de esta pieza, y los bocetos preliminares, es el semblante sonriente en el gesto de la mujer.